# Eutrema
Pour les articles homonymes, voir Wasabi (homonymie).
Genre
Synonymes
Wasabia Matsum., 1899
Eutrema est un genre de plantes à fleurs de la famille des Brassicaceae, comportant plusieurs espèces dont :
- Eutrema japonicum – (wasabi japonais), aussi connue sous le nom Wasabia japonica (Miq.) Matsum., que l'on trouve sur le marché, principalement sous les formes : 
  - Eutrema japonicum (Miq.) Matsum. var. sachalinensis (Miyabe et Miyake) Hisauti
  - Eutrema japonicum 'Daruma' (达磨)
  - Eutrema japonicum 'Mazuma' (真妻)
- Eutrema tenue – aussi connue sous le nom Wasabia tenuis (Miq.) Matsum., avec notamment la variété :
  - Eutrema tenuis (Miq.) Matsum. var. okinosimensis (Taken.)

Eutrema koreanum (wasabi coréen) est maintenant classé dans le genre Cardamine sous le nom Cardamine pseudowasabi H.Shin & Y.D.Kim.
Le nom vient du grec εὐ- (eu-) « bien » et τρῆμα (trêma) « trou », allusion à une perforation dans la cloison du fruit.

## Liste des espèces
Selon Catalogue of Life (9 juillet 2014) :
- Eutrema altaicum
- Eutrema botschantzevii
- Eutrema bouffordii
- Eutrema cordifolium
- Eutrema deltoideum
- Eutrema edwardsii
- Eutrema fontanum
- Eutrema grandiflorum
- Eutrema halophilum
- Eutrema heterophyllum
- Eutrema himalaicum
- Eutrema hookeri
- Eutrema integrifolium
- Eutrema japonicum
- Eutrema lowndesii
- Eutrema parvulum
- Eutrema platypetalum
- Eutrema pseudocordifolium
- Eutrema salsugineum
- Eutrema schulzii
- Eutrema sherriffii
- Eutrema tenue
- Eutrema verticillatum
- Eutrema violifolium
- Eutrema wuchengyii
- Eutrema yungshunensis
- Eutrema yunnanense

Selon GRIN (9 juillet 2014) :
- Eutrema edwardsii R. Br.
- Eutrema japonica (Miq.) Koidz.
- Eutrema penlandii Rollins
- Eutrema tenue (Miq.) Makino

Selon ITIS (9 juillet 2014) :
- Eutrema edwardsii R. Br.
- Eutrema japonicum (Miq.) Koidz.
- Eutrema salsugineum (Pall.) Al-Shehbaz & Warwick

Selon The Plant List (9 juillet 2014) :
- Eutrema altaicum (C.A.Mey.) Al-Shehbaz & Warwick
- Eutrema botschantzevii (D.A.German) Al-Shehbaz & Warwick
- Eutrema boufordii Al-Shehbaz
- Eutrema cordifolium Turcz.
- Eutrema deltoideum (Hook.f. & Thomson) O.E.Schulz
- Eutrema edwardsii R.Br.
- Eutrema fontanum (Maxim.) Al-Shehbaz & Warwick
- Eutrema grandiflorum (Al-Shehbaz) Al-Shehbaz & Warwick
- Eutrema halophilum (C.A.Mey.) Al-Shehbaz & Warwick
- Eutrema heterophyllum (W.W.Sm.) H.Hara
- Eutrema himalaicum Hook.f. & Thomson
- Eutrema hookeri Al-Shehbaz & Warwick
- Eutrema integrifolium (DC.) Bunge
- Eutrema japonicum (Miq.) Koidz.
- Eutrema lowndesii (H.Hara) Al-Shehbaz & Warwick
- Eutrema parviflorum Turcz. ex Ledeb.
- Eutrema parvulum (Schrenk) Al-Shehbaz & Warwick
- Eutrema platypetalum (Schrenk) Al-Shehbaz & Warwick
- Eutrema primulifolium Hook.f. & Thomson
- Eutrema pseudocordifolium Popov
- Eutrema salsugineum (Pall.) Al-Shehbaz & Warwick
- Eutrema schulzii Al-Shehbaz & Warwick
- Eutrema sherriffii Al-Shehbaz & Warwick
- Eutrema tenue (Miq.) Makino
- Eutrema verticillatum (Jeffrey & W.W.Sm.) Al-Shehbaz & Warwick
- Eutrema violifolium (H.Lév.) Al-Shehbaz & Warwick
- Eutrema wuchengyii (Al-Shehbaz, T.Y.Cheo, L.L.Lu & G.Yang) Al-Shehbaz & Warwick
- Eutrema xingshanensis Z.E. Zhao & Z.L. Ning
- Eutrema yungshunense (W.T.Wang) Al-Shehbaz & Warwick
- Eutrema yungshunensis (W.T. Wang) Al-Shehbaz & Warwick
- Eutrema yunnanense Franch.

Selon Tropicos (9 juillet 2014) (Attention liste brute contenant possiblement des synonymes) :
- Eutrema alpestre Ledeb.
- Eutrema altaicum (C.A. Mey.) Al-Shehbaz & S.I. Warwick
- Eutrema arenicola Richardson ex Hook.
- Eutrema bonplandii Spreng.
- Eutrema botschantzevii (D.A. German) Al-Shehbaz & S.I. Warwick
- Eutrema bouffordii Al-Shehbaz
- Eutrema bracteatum (S. Moore) Koidz.
- Eutrema compactum O.E. Schulz
- Eutrema cordifolium Turcz.
- Eutrema deltoideum (Hook. f. & Thomson) O.E. Schulz
- Eutrema edwardsii R. Br.
- Eutrema escholtzianum (Andrz. ex DC.) B.L. Rob.
- Eutrema eschscholtzianum (Andrz. ex DC.) B.L. Rob.
- Eutrema fontanum (Maxim.) Al-Shehbaz & S.I. Warwick
- Eutrema grandiflorum Al-Shehbaz & S.I. Warwick
- Eutrema halophilum (C.A. Mey.) Al-Shehbaz & S.I. Warwick
- Eutrema hederifolium Franch. & Sav.
- Eutrema heterophyllum (W.W. Sm.) H. Hara
- Eutrema himalaicum Hook. f. & Thomson
- Eutrema hookeri (Hook. f. & Thomson) Al-Shehbaz & S.I. Warwick
- Eutrema humboldtii (Desv.) Spreng.
- Eutrema integrifolium (DC.) Bunge
- Eutrema intermedium Turcz.
- Eutrema japonicum (Miq.) Koidz.
- Eutrema koreanum (Nakai) K. Hammer
- Eutrema labradoricum Turcz.
- Eutrema lancifolium (Franch.) O.E. Schulz
- Eutrema lowndesii (H. Hara) Al-Shehbaz & S.I. Warwick
- Eutrema obliquum K.C. Kuan & C.H. An
- Eutrema okinosimense Taken.
- Eutrema parviflorum Turcz. ex Ledeb.
- Eutrema parvulum (Schrenk) Al-Shehbaz & S.I. Warwick
- Eutrema penlandii Rollins
- Eutrema platypetalum Al-Shehbaz & S.I. Warwick
- Eutrema potaninii Kom.
- Eutrema primulaefolium Hook. f. & Thomson
- Eutrema primulifolium Hook. f. & Thomson
- Eutrema przewalskii Maxim.
- Eutrema pseudocordifolium M. Pop. in Komarov
- Eutrema reflexa generic Cheo
- Eutrema reflexum T.Y. Cheo
- Eutrema rossii Spreng.
- Eutrema salsugineum (Pall.) Al-Shehbaz & S.I. Warwick
- Eutrema schulzii Al-Shehbaz & S.I. Warwick
- Eutrema septigerum Bunge
- Eutrema sherriffii Al-Shehbaz & S.I. Warwick
- Eutrema tenue (Miq.) Makino
- Eutrema thibeticum Franch.
- Eutrema verticillatum (Jeffrey & W.W. Sm.) Al-Shehbaz & S.I. Warwick
- Eutrema violifolium Al-Shehbaz & S.I. Warwick
- Eutrema wasabi (Siebold) Maxim.
- Eutrema wasabii Maxim.
- Eutrema wuchengyii Al-Shehbaz & S.I. Warwick
- Eutrema xingshanensis Z.E. Zhao & Z.L. Ning
- Eutrema yungshunense (W.T. Wang) Al-Shehbaz & S.I. Warwick
- Eutrema yungshunensis (W.T. Wang) Al-Shehbaz & S.I. Warwick
- Eutrema yunnanense Franch.

### Sous le nomEutrema
- (en) Catalogue of Life : Eutrema (consulté le 9 juillet 2014)
- (en) Flora of North America : Eutrema  (consulté le 9 juillet 2014)
- (en) Flora of China : Eutrema  (consulté le 9 juillet 2014)
- (en) GRIN : genre Eutrema  R. Br. (+liste d'espèces contenant des synonymes) (consulté le 9 juillet 2014)
- (fr + en) ITIS : Eutrema  R. Br. (consulté le 9 juillet 2014)
- (en) NCBI : Eutrema (taxons inclus) (consulté le 9 juillet 2014)
- (en) The Plant List : Eutrema  (consulté le 9 juillet 2014)
- (en) Tropicos : Eutrema R. Br.  (+ liste sous-taxons) (consulté le 9 juillet 2014)

### Sous le nomWasabia
- (en) GRIN : genre Wasabia  Matsum. (Probable synonym of: Eutrema  R. Br.) Non valide (consulté le 9 juillet 2014)
- (fr + en) ITIS : Wasabia  Matsum. (Nom accepté: Eutrema  R. Br.) Non valide (consulté le 9 juillet 2014)
- (en) Tropicos : Wasabia Matsum. (Syn. Eutrema  R. Br.)  (+ liste sous-taxons) (consulté le 9 juillet 2014)